# Susumu Chiba
Susumu Chiba (jap. 千葉 進歩 Chiba Susumu; ur. 13 września 1970 w Jokohamie) – japoński seiyū, związany z agencją Office Osawa.

## Wybrane role głosowe
- 1996: Detektyw Conan –
  - detektyw Tamiya,
  - Yoshihiko Kido,
  - Hiroshi Torimitsu,
  - Nakane,
  - Mr. Mouth,
  - Ryoichi Sazanami
- 1997: Pokémon –
  - Shingo,
  - Wataru,
  - Iwashimizu (Rocky),
  - Bakphoon (Typhlosion),
  - Bursyamo (Blaziken)
- 1997: Wirtualna Lain – dostawca
- 1997: Vampire Princess Miyu – Toshihiro
- 1998: Digimon Adventure – Susumu Yagami
- 1998: Łowca dusz – Yozen
- 1998: Kamikaze kaitō Jeanne – Chiaki Nagoya/Kaitou Sinbad
- 2001: Angelic Layer – Tomo
- 2001: Król szamanów –
  - Blue Chateau,
  - Pino,
  - Zinc
- 2001: Digimon Tamers – Mitsuo Yamaki
- 2001: Hikaru no go – Sai Fujiwara
- 2002: Full Metal Panic! – Takuma Kugayama
- 2002: MegaMan NT Warrior –
  - Arashi Kazefuki,
  - Airman,
  - Metalman
- 2002: Naruto – Kidōmaru
- 2002: Transformers Armada –
  - Jetfire,
  - Rampage/Wheeljack
- 2003: Ultra Maniac – Hiroki Tsujiai
- 2004: Bleach – Maki Ichinose
- 2004: Daphne – Tony Long
- 2005: Transformerzy: Cybertron –
  - Noisemaze,
  - Tim
- 2005: Rycerze Zodiaku – Balron René
- 2005: Sukisho – Matsuri Honjou
- 2005: Jigoku shōjo – Yoshiki Fukasawa
- 2006: Colourcloud Palace – Sho Sai
- 2006: Gintama – Isao Kondo
- 2006: Busō Renkin – Jinnai
- 2007: Baccano! – Huey Laforet